# Why Angels Cry
Why Angels Cry – utwór cypryjskiej wokalistki Annette Artani napisany przez Petrosa Janakisa w 2006 roku, umieszczony na debiutanckim albumie piosenkarki zatytułowanym Mia foni.

## Historia utworu

### Nagrywanie
W wywiadzie udzielonym dla Radio International we wrześniu 2009 roku Artani wyznała, że piosenka opowiada o szukaniu pokoju w celu zażegnania smutku i bólu, natomiast inspiracją do napisania kompozycji był zamach terrorystyczny na World Trade Center z 11 września 2001 roku. Wokalistka zdradziła, że w dniu katastrofy miała zagrać koncert w jednej z restauracji Windows on the World w tym budynku. Utwór miał być hołdem dla wszystkich ofiar ataku oraz wszystkich osób cierpiących na świecie.

### Konkurs Piosenki Eurowizji 2006
W lutym utwór zakwalifikował się do stawki półfinałowych krajowych eliminacji 51. Konkursu Piosenki Eurowizji w 2006 roku. Został zaprezentowany w pierwszym półfinale selekcji i zakwalifikował się do stawki finałowej razem z czterema innymi propozycjami. W finale widowiska zdobył wówczas 51 punktów w głosowaniu telewidzów, zostając tym samym kompozycją reprezentującą Cypr podczas Konkursu Piosenki Eurowizji organizowanego w Atenach. W półfinale widowiska piosenka zdobyła łącznie 57 punktów, zajmując ostatecznie 15. miejsce, niezapewniające awansu do stawki finałowej. Podczas występu wokalistce towarzyszył pięcioosobowy chórek.